# Dalni (kraj Kamtsjatka)
Dalni (Russisch: Дальний; "afgelegen, ver") is een plaats (posjolok) in het gemeentelijke district Jelizovski van de Russische kraj Kamtsjatka. De plaats ligt aan weerszijden van de weg R-474 van Jelizovo naar de hoofdweg van Kamtsjatka. Deze weg vormt tevens de enige straat van de plaats. Dalni ligt op 68 kilometer ten westen van Jelizovo en 100 kilometer ten westnoordwesten van Petropavlovsk-Kamtsjatski, aan de rivier de Plotnikova (zijrivier van de Bystraja). In de plaats wonen 98 mensen (2007).
De plaats werd opgericht in 1937 en kreeg in 1958 haar naam vanwege haar afgelegen ligging ten opzichte van andere plaatsen. Tot dan toe werd de plaats gewoon 'sovchoz Naltsjiki' genoemd.
Ten zuidoosten van de plaats liggen de dorpen Sokotsj en Natsjiki en ten noordoosten de heuvel Sovchoznaja.
De plaats moet niet worden verward met de voormalige plaats Dalni bij de stad Petropavlovsk-Kamtsjatski, die twee jaar eerder gesticht werd en nu een buitenwijk van deze stad vormt.
Bestuurlijk centrum: Jelizovo

Bereznjaki · Dalni · Dvoeretsje · Ganaly · Joezjnye Korjaki · Ketkino · Korjaki · Krasny · Kroetoberegovy · Lesnoj · Malka · Nagorny · Natsjiki · Nikolajevka · Novy · Paratoenka · Pinatsjevo · Pionerski · Razdolny · Severnye Korjaki · Sokotsj · Sosnovka · Svetly · Termalny · Voelkanny · Zeleny